# وست کوتنای (مونتانا)
وست کوتنای (به انگلیسی: West Kootenai) یک منطقهٔ مسکونی در ایالات متحده آمریکا است که در شهرستان لینکلن، مونتانا واقع شده‌است. وست کوتنای ۴۱٫۶۵ کیلومتر مربع مساحت و ۳۶۵ نفر جمعیت دارد و ۸۴۹ متر بالاتر از سطح دریا واقع شده‌است.